# Haisusaari (ö i Birkaland)
Haisusaari är en ö i Finland. Den ligger i sjön Palovesi och Jäminginselkä och i kommunen Ruovesi i den ekonomiska regionen  Övre Birkalands ekonomiska region  och landskapet Birkaland, i den södra delen av landet, 200 km norr om huvudstaden Helsingfors. Öns area är 3 hektar och dess största längd är 310 meter i sydöst-nordvästlig riktning.